# Christopher Yost
Christopher Lee Yost (sinh 21 tháng 2 năm 1973) là nam nhà văn viết truyện, biên kịch phim người Mỹ. Yost từng làm biên kịch cho các phim như Thor: The Dark World (2013) và Thor: Ragnarok (2017).